# گروبنتسل
گروبنتسل (به آلمانی: Gröbenzell) یک شهر در آلمان است که در بایرن واقع شده‌است.

## خصوصیات
گروبنتسل ۶٫۳۶ کیلومترمربع مساحت دارد ۵۰۶ متر بالاتر از سطح دریا واقع شده‌است.

## خواهرخوانده
شهرهای پیلیژورژوار و Garches خواهرخوانده‌های گروبنتسل هستند.